# Veriano Luchetti

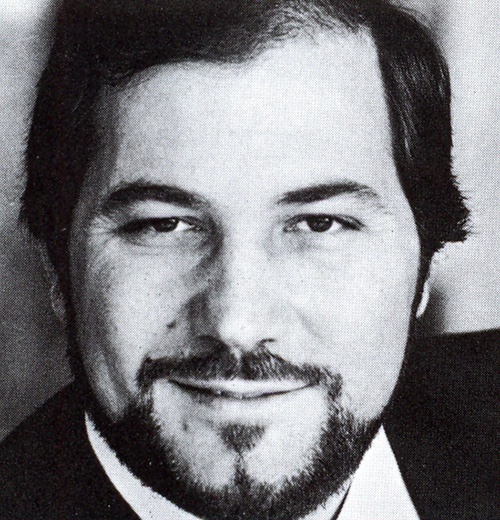
Veriano Luchetti

Veriano Luchetti (* 12. März 1939 in Tuscania, Provinz Viterbo; † 23. April 2012 in Rom) war ein italienischer Opernsänger (Tenor).

## Leben
Luchetti war zunächst Pilot in der italienischen Luftwaffe. Er entschied sich jedoch dann, relativ spät für einen Sänger, seine Stimme professionell ausbilden zu lassen, und studierte privat Gesang in Mailand.
Sein Bühnendebüt hatte er 1965 beim Wexford Festival in Irland, wo er an der Seite der Sopranistin Jeannette Pilou die Rolle des Alfredo in La traviata sang. 1966 trat er als Alfredo auch am Théâtre Royal de la Monnaie in Brüssel auf. 1967 gewann er den Concorso del Teatro Sperimentale di Spoleto. 1967 folgte daraufhin sein professionelles Debüt in Italien, am Teatro Sperimentale in Spoleto als Loris in der Oper Fedora, im Rahmen des Spoleto Festivals. Beim Festival dei Due Mondi sang er 1967 auch den Ferrando in der Oper Il furioso all’isola di San Domingo von Gaetano Donizetti. Diese Rolle sang er noch im selben Jahr auch am Teatro Verdi in Triest. 1967 debütierte er am Teatro La Fenice in Venedig; daraufhin entwickelte sich eine steil ansteigende Opernkarriere an fast allen italienischen Opernhäusern. Luchetti sang unter anderem in Rom, Parma, Neapel und Palermo.
Im Mai 1975 gab er sein Debüt an der Mailänder Scala als Foresto in der Oper Attila; außerdem gastierte er mit dem Ensemble der Mailänder Scala an der Covent Garden Opera, als Gabriele Adorno in Simone Boccanegra. 1976 sang er an der Scala den Sänger in der Oper Der Rosenkavalier; anschließend trat er mit dem Ensemble der Mailänder Scala bei einer USA-Tournee in Washington, D.C. auf. Er sang den Macduff in Macbeth und erneut die Rolle des Gabriele Adorno. Diese Rolle sang er auch 1978 bei der Spielzeiteröffnung der Scala. 1979 trat er als Macduff und Gabriele Adorno wieder an der Scala auf; diese Rollen sang er 1981 auch bei einer Japan-Tournee der Mailänder Scala in Tokyo. Dort übernahm er auch das Tenor-Solo in Verdis Requiem. 1986 gastierte er mit dem Ensemble der Mailänder Scala in Vancouver; er sang unter der musikalischen Leitung von Gianandrea Gavazzeni die Tenor-Rolle in I Lombardi alla prima crociata. 1987 folgte unter Riccardo Muti ein Gastspiel mit Verdis Requiem in Berlin.
Mehrfach gastierte er beim Maggio Musicale Fiorentino, so unter anderem 1971 als Vasco da Gama in Die Afrikanerin und 1974 als Enrico in einer mittlerweile als legendär geltenden Aufführung der Oper Agnese di Hohenstaufen von Gaspare Spontini. 1973 sang er die Titelrolle in der Oper Don Carlos am Teatro La Fenice unter der musikalischen Leitung von Georges Prêtre; seine Partner waren Katia Ricciarelli, Nicolai Ghiaurov, Piero Cappuccilli und Fiorenza Cossotto. Er trat bei den Festspielen in der Arena von Verona auf (1977–1980; 1984–1985 in I Lombardi alla prima Crociata), beim Ravenna Festival (1986 als Pinkerton in Madama Butterfly) und bei den Festspielen in den Caracalla-Thermen (1988 als Dick Johnson in La fanciulla del West). 1990 sang er am Teatro Regio di Torino den Radamès in der Oper Aida.
Luchetti gastierte im europäischen Ausland unter anderem an der Covent Garden Opera in London (Debüt Januar 1973 als Pinkerton; 1974–1975 als Rodolfo in La Bohème; 1976 im Rahmen des Scala-Gastspiels), an der Grand Opéra Paris (1975 als Don Carlos), beim Festival d’Aix-en-Provence (1976 als Jason in Medea; als Partner von Leonie Rysanek) und bei den Salzburger Festspielen (1989 als Macduff). Im April 1973 erfolgte Luchettis Debüt an der Wiener Staatsoper als Pinkerton. Er sang dort auch die Rollen Rodolfo (1974), Alfredo (1974 bis 1977), Gabriele Adorno (1984 bis 1986) und Foresto in Attila (1988). Im deutschen Sprachraum trat er außerdem an der Hamburgischen Staatsoper, an der Bayerischen Staatsoper und an der Deutschen Oper Berlin auf.
Internationale Gastspiele in Übersee gab er am Opernhaus von Philadelphia (Debüt 1971 als Edgardo in Lucia di Lammermoor, später auch als Cavaradossi in Tosca), an der Lyric Opera in Chicago, an den Opernhäusern von Dallas und Houston und am Opernhaus von Rio de Janeiro. In der Spielzeit 1977/1978 gab er sein Debüt an der Metropolitan Opera in New York City als Rodolfo in La Bohème. 1988 sang er dort, unter der musikalischen Leitung von Plácido Domingo, den Don José in Carmen; Luchettis Partner in diesen Aufführungen waren Marilyn Horne, Mirella Freni, Mietta Sighele und Samuel Ramey.
Luchetti hatte sich Ende der 1990er Jahre weitgehend von seiner aktiven Sängerlaufbahn zurückgezogen. Er trat gelegentlich noch als Konzertsänger auf, war jedoch schwerpunktmäßig als Gesangslehrer tätig. Luchetti war mit der Sopranistin Mietta Sighele verheiratet. Gemeinsam mit Sighele veranstaltete er das Musikerfestival „Rivafestival“ in Riva del Garda. Luchetti starb am 23. April 2012 in Rom.

## Repertoire
Luchetti hatte auf der Opernbühne ein umfangreiches Repertoire. Es umfasste Tenor-Partien in Opern von Giuseppe Verdi, Giacomo Puccini, Charles Gounod, Georges Bizet, Gaetano Donizetti, Vincenzo Bellini, Jules Massenet, Luigi Cherubini, Gaspare Spontini, Francesco Cilea und Umberto Giordano. Hauptsächlich interpretierte er das italienische Opernfach. Er galt als Spezialist für das Frühwerk von Verdi. Er wurde als hervorragender Verdi-Tenor angesehen, stand jedoch immer im Schatten von Domingo, Luciano Pavarotti und José Carreras. Neben seiner Opernkarriere war Luchettis auch ein vielbeschäftigter Konzertsänger.

## Tondokumente
Die Stimme von Veriano Luchetti ist in einigen Tondokumenten festgehalten. Es liegen mehrere Opern-Gesamtaufnahmen vor, unter anderem Studioaufnahmen bei EMI, Decca Records und Hungaroton, in denen Luchetti als Ismaele in Nabucco (EMI 1977), Jason in Medea (Hungaroton 1977, mit Sylvia Sass als Partnerin) und als Macduff (Decca 1986) zu hören ist. Zweimal nahm er Verdis Requiem auf, mit den Dirigenten Riccardo Muti (bei EMI) und Georg Solti (RCA).
Außerdem wurden in den letzten Jahren zahlreiche Live-Mitschnitte auf CD veröffentlicht. Luchettis Hauptrollen sind jedoch insgesamt nur sehr vereinzelt auf Schallplatte oder anderen Tonträgern dokumentiert. Insgesamt ist Luchetti auf Tonträgern weitgehend unterrepräsentiert; durch die Wiederveröffentlichung von Live-Mitschnitten, unter anderem Die Afrikanerin (1971), Don Carlo (1973), Agnese di Hohenstaufen (1974) und Die sizilianische Vesper (1978), sind einige seiner Hauptpartien mittlerweile dennoch für die Nachwelt dokumentiert.